# Michel Sydor
 (novembre 2019).
Si vous disposez d'ouvrages ou d'articles de référence ou si vous connaissez des sites web de qualité traitant du thème abordé ici, merci de compléter l'article en donnant les références utiles à sa vérifiabilité et en les liant à la section « Notes et références ».
Pour les articles homonymes, voir Sydor.
Michel Sydor, né le 8 septembre 1929 à Corbeil-Essonnes et mort le 1er novembre 2014 à Maison centrale d'Ensisheim, est un tueur en série multirécidiviste français.
Vers 1950, Sydor tue une prostituée à la suite d'un différend. Condamné à 5 ans de travaux forcés, il est libéré après avoir purgé sa peine.
En décembre 1961, il abat son épouse et tente de tuer son beau-père, alors que celle-ci souhaite le quitter. Placé en détention provisoire, il est condamné, en juin 1964, à la réclusion criminelle à perpétuité. À la suite d'une grâce présidentielle, en 1972, sa peine est réduite à 20 ans de réclusion criminelle.
Libéré en 1978, il viole et tue Jessica Blanc, 7 ans, le 25 juillet 1993, à Vacheresse (Haute-Savoie). Sydor est arrêté le lendemain puis placé en détention provisoire. Pendant cette dernière affaire, il est surnommé «le légionnaire» et «le Monstre». Condamné, en juin 1995, à la réclusion criminelle à perpétuité assortie d'une période de sûreté de 30 ans, Sydor meurt à la maison centrale d'Ensisheim, le 1er novembre 2014.
Le meurtre de Jessica a révolté l'opinion publique et a abouti — avec le cas Patrick Tissier — à la création de la perpétuité incompressible.

## Biographie

### Jeunesse et premier meurtre
Michel Sydor vit une enfance marquée par la maltraitance et la Seconde Guerre mondiale. Durant sa jeunesse, il prend plaisir à torturer et tuer des animaux. Grandissant dans un environnement malsain et instable, il tombe dans la marginalité et erre dans les rues. Il s'invente une personnalité de légionnaire et le prend comme surnom (il ne l'a jamais été, mais il s'identifie comme tel),.
Sydor commet son premier meurtre, vers 1950, en tuant une prostituée, lors d'un différend avec celle-ci. Il est arrêté et placé en détention provisoire pour meurtre. La Cour d'assises le condamne à 5 ans de travaux forcés, le statut de la victime étant illégal à l'époque.
Après sa libération, Sydor s'établit dans le Pas-de-Calais, où il exerce des travaux agricoles et forestiers. Il rencontre Gilberte Boudry, avec qui il se marie en janvier 1958. Le couple s'installe dans le village de Troisvaux, puis donne naissance à deux enfants. Parmi sa belle-famille et ses amis, nul ne connaît ses antécédents criminels. Sydor travaille comme aide-mineur,.
En 1961, Sydor est licencié après avoir envoyé des lettres d'amour à deux fillettes. Giberte décide de le quitter et de s'installer chez ses parents, en compagnie de leurs deux enfants. Sans emploi, il décide de se venger de son épouse.

### Deuxième meurtre et détention
Dans la nuit du 22 décembre 1961, Sydor se rend chez les parents de Gilberte, à Lens. Armé d'un calibre 9mm, il abat son épouse d'une balle dans la tête et fait feu sur son beau-père, Henri Boudry. Blessé à l'épaule, celui-ci riposte à l'aide de son fusil de chasse et tire sur Sydor, qui est grièvement blessé. Le jeune homme prend la fuite, tandis qu'Henri appelle les secours. Lorsque ceux-ci arrivent sur place, ils constatent le décès de Gilberte, mais parviennent à prendre en charge Henri, qui se remettra de ses blessures. Il affirme que l'assassin de sa fille n'est autre que son Sydor, âgé de 32 ans, et déjà condamné pour meurtre quelques années auparavant,.
Le lendemain du crime, Sydor est arrêté et placé en garde à vue. Il nie les faits, avant de reconnaître avoir tué son épouse car celle-ci s'apprêtait à le quitter. À l'issue de sa garde à vue, Sydor est inculpé d'assassinat et de tentative de meurtre puis placé en détention provisoire. La presse le surnomme le « fermier de la Vallée Rouge », faisant référence à une vallée de sang,,.
Sydor comparaît, du 25 au 26 juin 1964, devant la Cour d'assises du Pas-de-Calais, pour le meurtre de son épouse et la tentative de meurtre de son beau-père, où il encourt la peine de mort. Alors qu'il plaide le crime passionnel, la Cour lui refuse la peine de 20 ans de réclusion criminelle — qu'aurait pu lui accorder les circonstances atténuantes d'un crime passionnel — et le condamne à la réclusion criminelle à perpétuité,,,.
En 1972, Sydor bénéficie d'une grâce présidentielle réduisant sa peine à 20 ans de réclusion criminelle,.

### Libération et répit présumé
Sydor est libéré en 1978, après 17 années de détention, et déménage en Haute-Savoie,,,.
En 1981, ses voisins le surprennent en train de torturer des animaux et le dénoncent pour ces faits. Sydor est inculpé pour cruauté envers les animaux, mais est laissé en liberté. Il est condamné, en 1982, à une interdiction de séjour en Haute-Savoie. Sydor déménage dans un baraquement de Neuvecelle, malgré son interdiction de séjourner dans le département. Auprès de ses voisins, il s'identifie comme ancien légionnaire, sans qu'ils ne se doutent qu'il s'agit d'une pure invention,,.
À plusieurs reprises, Sydor tente de tirer sur ses voisins, à l'aide d'un carabine de chasse. Ceux-ci déposent plainte contre lui à deux reprises, en 1988 et 1989, mais les enquêtes sont classées sans suite. Outre les coups de feu, Sydor écrit des lettres indécentes à des fillettes. Plusieurs plaintes sont également déposées à son encontre à ce sujet, mais ne débouchent sur rien. En raison de son comportement, Sydor est perçu par ses voisins comme une personne « étrange » et « dérangée », proche du marginalisme.
On soupçonne qu'il ait pu commettre d'autres crimes, entre 1978 et 1993, mais rien n'a permis d'établir sa culpabilité.

### Troisième meurtre et répercussions sur la loi
Dans la nuit du 25 juillet 1993, Sydor enlève Jessica Blanc, 7 ans, lors d'une kermesse au village de Vacheresse, situé entre Evian et Morzine. Il l'accoste dans la rue et la fait monter dans sa voiture. Il roule jusqu'à son domicile de Neuvecelle, la viole et la tue. Il abandonne son corps à quelques mètres de son jardin. Les parents de Jessica, inquiets de son absence, signalent sa disparition au commissariat. Deux jeunes hommes s'y rendent aussi et affirment avoir vu Jessica avec un homme avant sa disparition. Ils déclarent également avoir eu un mauvais pressentiment car ils n'avaient jamais vu l'homme auparavant à Vacheresse. Leur description de l'homme et du modèle de sa voiture permettent d'identifier le ravisseur, Michel Sydor, 64 ans.
Les policiers se rendent chez Sydor vers 1h du matin. Questionné sur les traces de sang au niveau de ses mains, il affirme avoir trébuché. Convaincus que Jessica peut être encore vivante, les policiers perquisitionnent le domicile de Sydor et retrouvent le corps de la fillette dans son jardin. Placé en garde à vue, Sydor affirme avoir rencontré Jessica à la kermesse. Selon ses déclarations, la fillette lui aurait dit qu'elle était fatiguée, mais que ses parents ne pouvaient pas le ramener. Sydor lui aurait demandé si elle avait déjà eu des rapports sexuels avec des garçons. Toujours selon Sydor, Jessica aurait alors répondu l'avoir fait deux fois avec son cousin. Ensuite, Sydor indique avoir emmené la fillette chez lui, mais affirme l'avoir tuée par accident.
Le 27 juillet 1993, Sydor est mis en examen pour enlèvement, meurtre et viol sur mineure de moins de 15 ans, commis en état de récidive, puis placé en détention provisoire.
Après sa mise en examen, une femme avocate est commise d'office pour le représenter. Refusant ses services, Sydor réclame d'être défendu par Maître Georges Rimondi. L'affaire fait beaucoup de bruit dans la presse, en raison du profil de Sydor : un tueur multirécidiviste, deux fois meurtrier par le passé. Après cette affaire, le cas de Patrick Tissier, également tueur d'enfant et tueur récidiviste, fera adopter une nouvelle loi : la mise en place d'une perpétuité incompressible,.

### Procès et condamnation
Le 14 juin 1995, débute le procès de Sydor, devant la Cour d'assises d'Annecy, pour le meurtre accompagné du viol de Jessica Blanc.
Lors du jugement, Sydor reste calme, sans manifester d'affect, et discute certains points de la procédure. Il accuse également la justice de l'avoir libéré, en 1978, en la rendant responsable du meurtre de Jessica. L'atmosphère est lourde car l'accusé est un tueur multirécidiviste, déjà condamné deux fois pour meurtres, bien que l'image de tueur en série ne soit pas utilisée avant 1997. Lors de l'audience, le père de Jessica perd contrôle et lance une chaise sur Sydor, lorsque celui-ci continue de nier son implication. Les policiers interviennent et parviennent à stopper l'incident. Bien qu'âgé de 66 ans, l'accusé est jugé d'une extrême dangerosité et tout à fait capable de récidiver, malgré son âge.
Le 15 juin 1995, Sydor est condamné à la réclusion criminelle à perpétuité, assortie d'une période de sûreté de 30 ans. Le condamné est transféré à la maison centrale d'Ensisheim,.
Maître Rimondi parlera plus tard d'un homme « d'une rudesse extrême », qui « n'arrivait pas à faire sa place dans la société ». Ce défenseur, devenu notoire lors de l'affaire Flactif et du drame d'Allinges, avoue que « ce dossier et cet homme l'ont marqué à vie ». « J'ai défendu le pire des criminels pour le pire des crimes », avoue-t-il, « mais il fallait une décision de justice, un verdict pour que, justement, justice soit rendue pleinement. ».

### Procédure de remise en liberté et mort en détention
En 2012, Sydor et son avocat, Me Yüksel Demir, s'appuient sur la loi Kouchner et demandent une remise en liberté pour raison médicale. La famille de Jessica signe une pétition pour son maintien en détention. À 82 ans, Sydor souffre d'une maladie cardiaque et de problèmes d'incontinence urinaire,.
Le 11 juillet 2012, le tribunal d'application des peines de Colmar rejette la demande de remise en liberté. Les experts estiment qu'il demeure dangereux et qu'il doit rester derrière les barreaux. Sydor et Me Demir font appel de cette décision,,,.

Le 11 décembre 2012, la cour d'appel rejette de nouveau sa demande de libération, estimant un risque élevé de récidive malgré ses 83 ans,,.

« La demande a été rejetée, le juge a suivi les conclusions des expertises médicales et psychologiques et a proposé un transfert vers un établissement carcéral adapté, ce que mon client a refusé. Le tribunal est allé au-delà des textes, en expliquant dans ses attendus que les habitants du village s'étaient mobilisés pour empêcher la remise en liberté de M. Sydor, alors que le maire de la commune a dit craindre un trouble à l'ordre public en cas de libération. Quant au transfert vers une prison médicalisée, c'est inacceptable pour mon client qui considère ce genre d'établissement comme un mouroir »

— Yüksel Demir, avocat de Michel Sydor.
L'avocat de la famille de la victime, Frédéric Noetinger-Berlioz, se félicite de la décision du tribunal.

« Le Code de procédure pénale est clair : pour qu'une telle demande ait une chance d'aboutir, il faut qu'il n'y ait aucun risque de récidive, et que l'état du condamné soit incompatible avec la détention. Or, ici, aucune des deux conditions n'était remplie »

— Frédéric Noetinger-Berlioz, avocat de la famille Blanc.
Michel Sydor meurt le 1er novembre 2014, à la maison centrale d'Ensisheim, à l'âge de 85 ans. En détention depuis juillet 1993, il aurait pu demander une libération conditionnelle à partir de juillet 2023,,,,.

### Articles de presse
- « Michel Sydor avoue le meurtre de Jessica » Article publié le 29 juillet 1993 dans Le Monde.
- « Si la justice avait fait son travail notre fille serait encore là » Article de Jean-Marc Ducos publié le 4 mars 2001 dans Le Parisien.
- « Vacheresse : le meurtrier de la petite Jessica est mort » Article publié le 4 novembre 2014 dans Le Dauphiné libéré.

### Documentaires télévisés
- « Un meurtrier dans le village » (premier reportage) dans « ... en Haute-Savoie » le 19 mai 2014 dans Crimes sur NRJ 12.